# Побутова травма
Побутóва трáвма — травма, яку отримав працівник із будь-якої причини, окрім нещасного випадку, пов'язаного з роботою.
При тимчасовій непрацездатності, яка пов'язана з побутовою травмою, лікувальний заклад на перші 5 днів видає довідку, а, починаючи із шостого дня непрацездатності, видається лікарняний лист.
Не оплачуються дні тимчасової непрацездатності у таких випадках:
- у разі одержання застрахованою особою травми або захворювання при вчиненні нею злочину;
- при навмисному заподіянні шкоди своєму здоров'ю з метою ухилення від роботи чи ін. обов'язків або симуляції хвороби;
- за час перебування під арештом і проведення судово-медичної експертизи;
- за час примусового лікування, призначеного за постановою суду;
- при тимчасовій непрацездатності у зв'язку із захворюванням або травмою, що сталися внаслідок алкогольного, наркотичного, токсичного сп'яніння або пов'язаних з ним дій;
- за період перебування застрахованої особи у відпустці без збереження зарплати, творчій відпустці, додатковій відпустці у зв'язку з навчанням[1].